# 格林丘基
50°4′45″N 23°51′35″E / 50.07917°N 23.85972°E
格林丘基（烏克蘭語：Гринчуки），是烏克蘭西部的村莊，隸屬利維夫州的利維夫區。該村始建於1610年，面積0.19平方公里，2001年人口41，人口密度每平方公里216.93人。